# Die Insel, die Kolumbus nicht gefunden hat. Sieben Gesichter Japans
Die Insel, die Kolumbus nicht gefunden hat. Sieben Gesichter Japans ist ein Buch von Adolf Muschg. Es erschien 1995 im Suhrkamp-Verlag.

## Inhalt
Es handelt sich um eine Sammlung von lose miteinander verbundenen Kurzgeschichten, die sich alle mit dem Thema Japan beschäftigen. Die Geschichten sind im Folgenden:

### «Der Wasserfall von Nikko»
Der Erzähler erinnert sich an seine Kindheit während des Zweiten Weltkriegs in der Schweiz. Er kauft sich eine Sammlung von Briefmarken, die unter anderem eine japanische Marke beinhaltet, die die Wasserfälle von Nikko zeigt.

### «Hansi, Ume und ich»
Das Kinderbuch Hansi, Ume und ich war kolonialistisch geprägt und sprach das Fernweh der Kinder an. Der Erzähler macht darauf aufmerksam, dass es einen großen Anteil an seinem späteren Japanbild hatte.

### «Tsunami»
Als junger Mann hat der Erzähler eine Reproduktion von Hokusais Der Fuji von Kanagawa in seiner Wohnung hängen. Ihm ist nicht bewusst, dass ihm einige Details des Bildes entgangen sind.

### «Japan – Versuch eines fraktalen Porträts»
Es wird die fehlende Kolonialgeschichte Japans beschrieben und darauf hingewiesen, dass Japan selbst Churchill rätselhaft erschien.

### «Zwei Geschichten und ein Faktor X für Tadao Ando»
Der Erzähler erkennt, dass der Begriff «Moderne» für die Architektur Tadao Andos nicht mehr ausreicht und erkennt, dass er westliche Architektur wie das Parthenon studiert hat und sie mit japanischen Traditionen vermischt.

### «Zeichenverschiebung»
Es wird auf verschiedene Filme von Akira Kurosawa eingegangen, besonders auf «Dodeskaden», «Ran» und «Dreams». Darin kommt eine besonders japanische Form des Schuldgefühls zutage. Im Film Dreams sieht Muschg eine unglückliche Verbindung von Kurosawa und Hollywood.

### «Doppelagent in Dejima»
Muschg hält eine Rede auf einem Japanologen-Kongress.

## Hintergrund
Der Autor war unter anderem Hochschullehrer in Japan und ist seit 1991 mit einer Japanerin verheiratet.

## Kritik
„Der Autor hat sich mit seinem Thema im Genre getäuscht: Abhandlung, Essay und Vortrag eignen sich nicht, um den Knabentraum zu objektivieren. Der Essayist Muschg will sein Japan schaffen, ohne die produktiven Widerstände von Recherche, gedanklicher und stilistischer Genauigkeit zu nutzen.“

## Ausgaben
- Adolf Muschg: Die Insel, die Kolumbus nicht gefunden hat. Sieben Gesichter Japans. Suhrkamp, Frankfurt am Main 1995, ISBN 3-518-40741-4.